# Verrassing van Meaux
De Verrassing van Meaux (Frans: La surprise de Meaux) was een poging tot ontvoering door de hugenoten van Karel IX en de rest van de koninklijke familie op 28 september 1567. Deze samenzwering werd georganiseerd door Lodewijk I van Bourbon-Condé.
Onder het mom dat de Franse koning ontvoerd zou worden door een Italiaanse vorst, nam Lodewijk I het initiatief tot de onderneming, hoewel het op weerstand stuitte bij onder andere Gaspard de Coligny. Op 28 september ging Condé het kasteel van Montceaux in Brie (bij Meaux) binnen om de koninklijke familie te arresteren. Deze wisten echter te ontsnappen dankzij het hardhandig neerslaan van de protestanten door de begeleidende troepen en vluchtte naar Parijs.
Door deze mislukte poging en het daarmee gepaard gaande geweld laaide de tweede strijd van de Hugenotenoorlogen op. Al op 29 september, de feestdag van aartsengel Michaël vonden de eerste uitbraken van geweld plaats bij Nîmes, waar katholieke priesters en notabelen werden afgeslacht. Deze gebeurtenis werd bekend als de Michelade. In 1569 werden enkele edelen die hadden meegewerkt aan het complot berecht en ter dood veroordeeld.
Door het ontbreken van financiële middelen en de animo om de strijd voort te zetten was de Vrede van Longjumeau (meer een bestand) een welkome rustperiode, waarin beide partijen hun legers weer konden opbouwen. De hugenoten verbleven daartoe in La Rochelle.